# Stemma del Ducato di Modena e Reggio
Lo stemma del Ducato di Modena e Reggio era uno scudo sannitico partito nel 1° interzato in palo di Asburgo, d'Austria e di Lorena, nel 2° d'azzurro all'aquila estense. Lo stemma compariva anche nella bandiera del piccolo stato italiano. Introdotto nel gennaio 1830, venne abolito l'11 giugno 1859.

## Galleria degli Stemmi

Prima del 1830